# Zirkarie

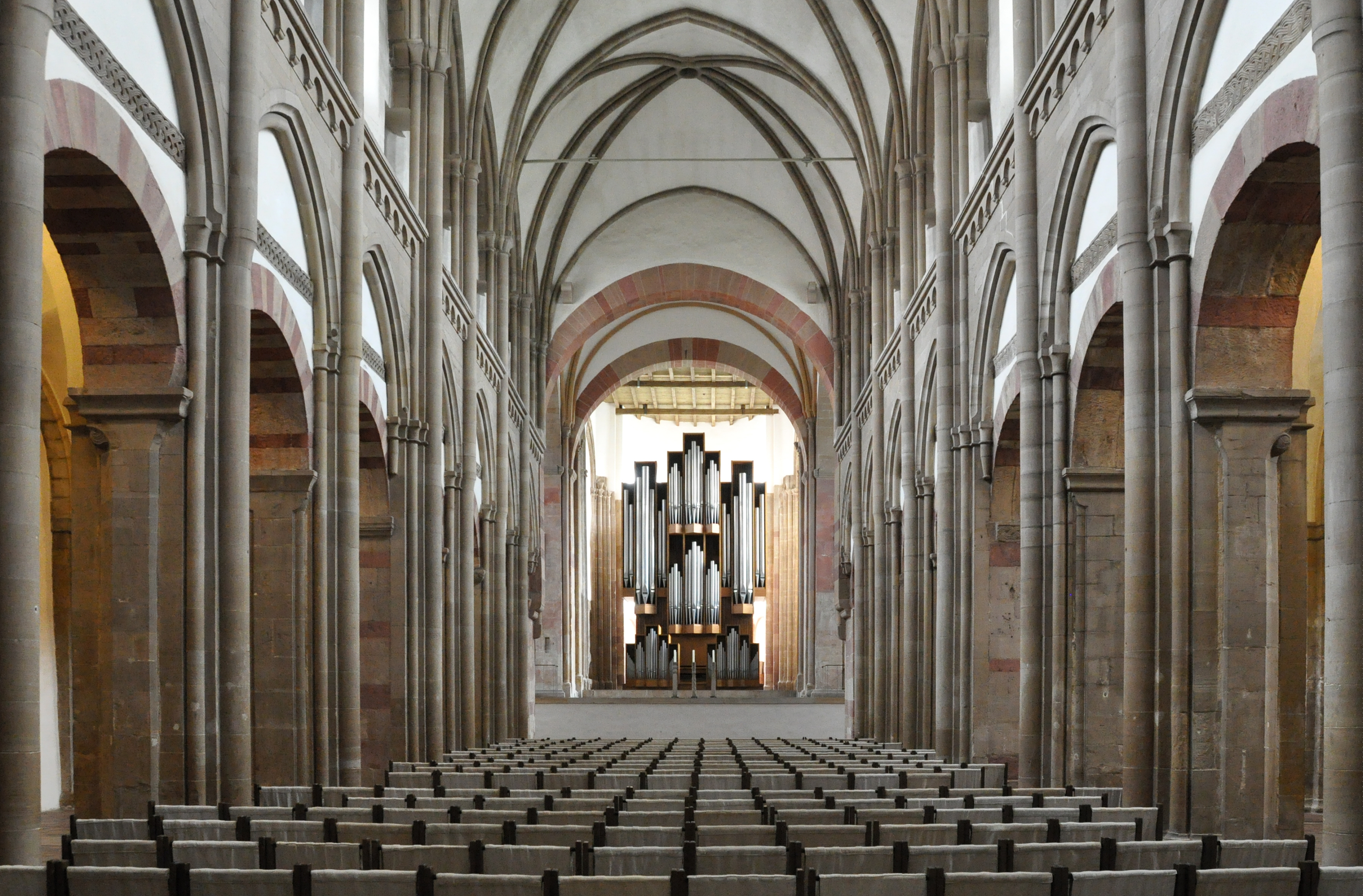
Im Jahr 1295 beschlossen die Stifte der Zirkarie Sachsen alle drei Jahre ein Provinzkapitel durchzuführen. Meist fanden die Treffen im Stift Magdeburg statt. Vertreter entsandten z. B. die Domkapitel Brandenburg und Havelberg. Mutterstift war Unser Lieben Frauen Magdeburg, das Langhaus Richtung Osten.

Zirkarie bezeichnet einen Visitations- und Verwaltungsbezirk im Prämonstratenserorden. Sie ist etwa vergleichbar mit der Ordensprovinz in anderen Orden, besitzt aber keinen eigenen körperschaftlichen Charakter.

## Geschichte
In den letzten Jahrzehnten des 12. Jahrhunderts wurden zwischen dem Generalkapitel und den Klöstern die bereits seit etwa der Mitte des Jahrhunderts geforderten Zirkarien eingeführt. Dabei handelte es sich um Visitationsbezirke ohne eigenen körperschaftlichen Charakter. Die Zirkarien waren somit nach den Provinzen der geistlichen Ritterorden die frühesten regionalen Unterteilungen im geistlichen Ordenswesen. Die Grundlage für dieses neue Organisationssystem war wahrscheinlich das ordensinterne doppelte Visitationssystem.
An der Spitze jeder Zirkarie standen zwei (später nur noch einer) „Visitatoren“ oder „Zirkatoren Capituli“, die die Klöster des Bezirks visitierten und die. von Generalkapitel eingesetzt wurden. Mit den Zirkarien schufen sich die Prämonstratenser eine von den bischöflichen Diözesanstrukturen unabhängige Verwaltungsstruktur.
Innerhalb der Zirkarien bildeten sich bald eigene Provinzialkapitel, die zunächst von Prémontré unterdrückt, dann aber doch zugelassen wurden, um im beginnenden Kampf um die Exemtion eine starke und sachnahe Institution verfügbar zu haben. Ab dem Spätmittelalter ernannte der Generalabt des Ordens in jeder Zirkarie einen Vikar; diesem oblagen die Leitung der Ordensprovinz und die Einberufung und der Vorsitz der allerdings nur sporadisch durchgeführten Provinzialkapitel.

## Historische Zirkarien

### Allgemeines
In Europa gab es im Mittelalter etwa 30 Zirkarien, darunter in Mitteleuropa mit rund 300 Stiften.
Im 16. Jahrhundert wurden viele Niederlassungen durch die Reformation aufgelöst. Einige Zirkarien (Sachsen, Pommern) bestanden seitdem nicht mehr, andere wurden zusammengelegt (Westfalen mit Ilfeld und Wadgassen, Bayern und Schwaben).

### Deutschsprachige Zirkarien
- Bavaria

Bayern mit Oberösterreich
- Bohemia et Moravia

Böhmen, Mähren und Niederösterreich 
- Frisia

Friesland
- Ilfeldia

Thüringen, Hessen und Franken, benannt nach Kloster Ilfeld am Harz
- Saxonia

Sachsen, entlang der mittleren und unteren Elbe, bis nach Brandenburg und an den Harz
- Slavia

Pommern 
- Suevia

Schwaben mit Elsass und der deutschsprachigen Schweiz
- Vadegotia

Pfalz, Hessen, Lothringen (Saargebiet), Elsass, benannt nach Kloster Wadgassen
- Westfalia

Westfalen, war mit 48 Häusern eine der größten Zirkarien des gesamten Ordens im Mittelalter.

### Westliches Europa
Belgien und Niederlande
- Brabantia

Brabant
- Flandria

Flandern
- Floreffia

Wallonien, benannt nach Abtei Floreffe, als zweitältester des Ordens
Frankreich
- Arvernia

Auvergne
- Burgundia

Burgund
- Francia
- Gallia
- Gasconia

Gascogne
- Lotharingia

Lothringen
- Normannia Australis

östliche Normandie
- Normannia Borealis

westliche Normandie
- Ponthivi

Grafschaft Ponthieu im nordöstlichen Frankreich

### Nördliches Europa
- Anglia

England und Wales, zeitweise aufgeteilt in drei Zirkarien
- Dania et Norvegia

Dänemark, Norwegen und Schweden
- Hibernia

Irland
- Scotia

Schottland

### Östliches Europa
- Bohemia et Moravia

Böhmen, Mähren und Niederösterreich
- Polonia

Schlesien, Kleinpolen, Großpolen
- Slavia

Pommern, gegründet von polnischen Herzögen, später deutschsprachig

### Südliches Europa
- Graecia

Griechenland mit Konstantinopel, Zypern, Palästina
- Hispania

Spanien und Portugal
- Hungaria

Ungarn mit der Slowakei
- Tuscia et Calabria

Nördliches Italien mit Rom

## Heutige Zirkarien
Mit den neuen Konstitutionen von 1970 wurden statt geografischer Zirkarien solche nach Sprachgruppen eingeführt: eine französisch-, eine niederländisch-, eine englisch- und eine deutschsprachige Zirkarie. Die alten Zirkarien Böhmen und Ungarn blieben bestehen.

### Böhmische Zirkarie
- Abtei Jasov, Slowakei
- Abtei Nová Říše, Tschechien
- Abtei Strahov, Tschechien
  - Kloster Holíč, Slowakei
  - Kloster Milevsko, Tschechien
- Stift Tepl, Tschechien
- Abtei Želiv, Tschechien

### Brabanter Zirkarie
Sie umfasst die niederländischsprachigen Abteien in den Niederlanden und Belgien, sowie deren abhängige Häuser, auch in Brasilien, Chile, Kongo und Südafrika.
- Abtei Averbode, Belgien
  - Brasschaat, Belgien
  - Vejle, Dänemark
- Abtei Berne, Niederlande
  - De Essenburgh, Niederlande
  - Tilburg De Schans, Niederlande
- Chicuayante, Chile
- Abtei Grimbergen, Belgien
  - Kommetjie, Südafrika
- Abtei Park, Belgien
  - Contagem, Brasilien
- Abtei Postel, Belgien
- Abtei Tongerlo, Belgien
  - Aketi, Congo
  - Lolo und Titule, Congo
  - Zobia, Congo
  - Rancagua-Requinoa, Chile
- Prämonstratenserinnenkloster Mariengaard, Niederlande
- Prämonstratenserinnenkloster Sint-Catharinadal zu Oosterhout, Niederlande
- Prämonstratenserinnenkloster Immaculata zu Veerle-Laakdal, Belgien

### Deutschsprachige Zirkarie
- Stift Geras, Österreich
- Abtei Hamborn, Deutschland
  - Magdeburg, Deutschland
  - Sayn, Deutschland
- Stift Schlägl, Österreich
- Abtei Speinshart, Deutschland
- Stift Wilten, Österreich
- Abtei Windberg, Deutschland
  - Kloster Roggenburg, Deutschland
- Prämonstratenserinnenkloster Berg Sion, Schweiz
- Prämonstratenserinnenkloster Rot an der Rot/Aulendorf, Deutschland

### Englischsprachige Zirkarie
- Albuquerque, Santa Maria De La Vid, USA
- Daylesford, USA
- De Pere, St. Norbert Abbey, USA
  - Chicago, Holy Spirit Study House, USA
  - De Pere, St. Joseph, USA
  - Lima, Peru
  - Raymond (Jackson), St. Moses the Black, USA
- Jamtara, Indien
  - Bombay, Indien
  - Indara, Indien
  - Jabalpur, Indien
  - Kallamkulam, Indien
  - Nagpur House of Study, Indien
  - Pune House of Study, Indien
  - Quilon, Indien
  - Trichy, Indien
- Kilnacrott, Irland
- Mananthavady (ehemals Stift Tepl-Obermedlingen), Indien
- Chelmsford, Großbritannien
- Middletown (Bayview), USA
- Orange, USA
  - San Pedro, USA
  - Prämonstratenserinnenkloster Tehachapi, USA
- Queens Park, Australien
- Storrington, Großbritannien

### Französischsprachige Zirkarie
- Abtei Frigolet, Frankreich
- Leffe, Belgien
- Abtei Mondaye, Frankreich
  - Prämonstratenserinnenkloster Bonlieu, Frankreich
  - Conques, Frankreich
  - Laloubère, Frankreich
  - Miasino, Italien
- St. Constant, Kanada

### Italienischsprachige Zirkarie
- Abtei Sant’Antimo, Italien

### Portugiesischsprachige Zirkarie
- Itinga-Bahia, Brasilien
- Jaú, Brasilien
  - Pirapora, Brasilien
- Montes Claros, Brasilien
- Piracicaba, Brasilien
- São Paulo, Brasilien

### Ungarische Zirkarie
- Csorna, Ungarn
- Gödöllő, Ungarn
- Oradea, Rumänien

### Außerhalb einer Zirkarie

#### Kanonien ohne Zugehörigkeit
- Kinshasa, Demokratische Republik Kongo
- Zsámbék, Ungarn

#### Prämonstratenserinnenklöster unter bischöflicher Aufsicht
- Imbramowice, Polen
- Krakau (Zwierniec), Polen
  - Doksany, Tschechien
- Svatý Kopeček, Tschechien
  - Banská Bystrica, Slowakei
  - Bratislava, Slowakei
  - Humpolec, Tschechien
  - Nitra Hrad, Slowakei
  - Piešt’any, Slowakei
  - Trnava, Slowakei
  - Vráble, Slowakei
  - Vrbové, Slowakei
- Olomouc, Tschechien
- Toro, Spanien
- Villoria de Orbigo, Spanien